# آتاری وی‌سی‌اس
آتاری وی‌سی‌اس (به انگلیسی: Atari VCS) که با اسم رمز آتاری‌باکس شناخته می‌شود؛ یک کنسول بازی ویدئویی خانگی در دست انتشار است که توسط آتاری اس‌ای تهیه شده‌است. این کنسول برای اولین بار در ژوئن ۲۰۱۷ معرفی شده و پیش‌فروش آن در تاریخ ۳۰ مه ۲۰۱۸ آغاز شد، عرضه اولیه آن در ابتدای سال ۲۰۲۱ اتفاق افتاد که همچنان ادامه دارد. طراحی فیزیکی این کنسول برپایه آتاری ۲۶۰۰ است. این کنسول قرار است در کنار بازی‌های قدیمی، قادر به استریمینگ و اجرای بازی‌های جدید باشد. با توجه به قابلیت شخصی سازی این کنسول که یک ویژگی از نظر سازندگان در نظر گرفته شده است، این مهم منجر به شکست پروژه شد و عرضه این دستگاه انتظارات طرفداران کنسول تاریخی آتاری را بر آورده نکرد.